# O.K. Corral (Tombstone)
Pour les articles homonymes, voir O.K. Corral (homonymie).
O.K. Corral (pour « Old Kindersley Corral and Livery ») est une écurie de louage (en) (Livery yard) et un corral pour chevaux qui a existé de 1879 à environ 1888 dans la ville minière de Tombstone (Territoire de l'Arizona), dans le sud-ouest des États-Unis, près de la frontière avec le Mexique.
Malgré son association avec la fusillade à l'O.K. Corral, la fusillade historique n'a pas eu lieu à l'intérieur ou à côté du corral situé Allen Street, mais dans un terrain étroit sur la Fremont Street, six portes à l'ouest de l'entrée arrière du corral. Le terrain se trouvait entre la maison de Harwood et la pension de douze chambres et le studio de photographie de C. S. Fly.
Le film de 1957 Règlements de comptes à O.K. Corral (Gunfight at the O.K. Corral) de John Sturges a rendu la fusillade célèbre et le public a été incorrectement amené à croire que c'était le lieu réel de l'altercation. Malgré l'inexactitude historique, le corral est commercialisé comme le lieu de la fusillade, et les visiteurs peuvent payer pour voir une reconstitution de la fusillade. Le corral fait maintenant partie du quartier historique de Tombstone.

## Origines

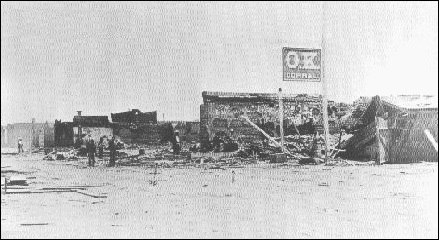
Seule l'enseigne du corral est restée intacte après l'incendie du 25 mai 1882.

Au moment de la fusillade du 26 octobre 1881, l'O.K. Corral and Livery était l'un des huit livrées et corrals de la ville qui comptait environ 5 300 habitants, exclusion des Chinois et des enfants. Les autres comprenaient la Dexter Livery (propriété de John Dunbar et Johnny Behan), Pioneer Livery, Tombstone Livery, West End Corral, PW Smith Corral, CN Thomas West End Corral et les Fashion Stables.
L'O.K. Corral appartenait à l'époque à « Honest John » Montgomery et Edward Monroe Benson. La plupart des habitants de la ville ne possédaient pas de cheval ; quand ils avaient besoin de sortir de la ville, ils louaient un cheval dans l'une des livrées ou corrals. Le corral et la livrée s'occupaient également du matériel et fournissaient des boquets, des voitures et des wagons avec des attelages de chevaux. À partir de 1886, ils ont également loué un autocar d'excursion pour onze passagers.
Le corral et les bâtiments ont été complètement détruits par un incendie qui a brûlé presque tout le quartier des affaires de l'ouest le 25 mai 1882. Le corral reconstruit a commencé à attirer l'attention du public américain en 1931, lorsque l'auteur Stuart Lake a publié une biographie initialement bien reçue, Wyatt Earp: Frontier Marshal, deux ans après la mort d'Earp. Publié pendant la Grande Dépression, le livre a captivé l'imagination américaine. C'était aussi la base du film de 1946, La Poursuite infernale (My Darling Clementine), du réalisateur John Ford. Après la sortie du film Règlements de comptes à O.K. Corral (Gunfight at the O.K. Corral) en 1957, la fusillade est devenue connue sous ce nom et le corral est devenu à tort dans la conscience du public le lieu de la fusillade.

## Emplacement

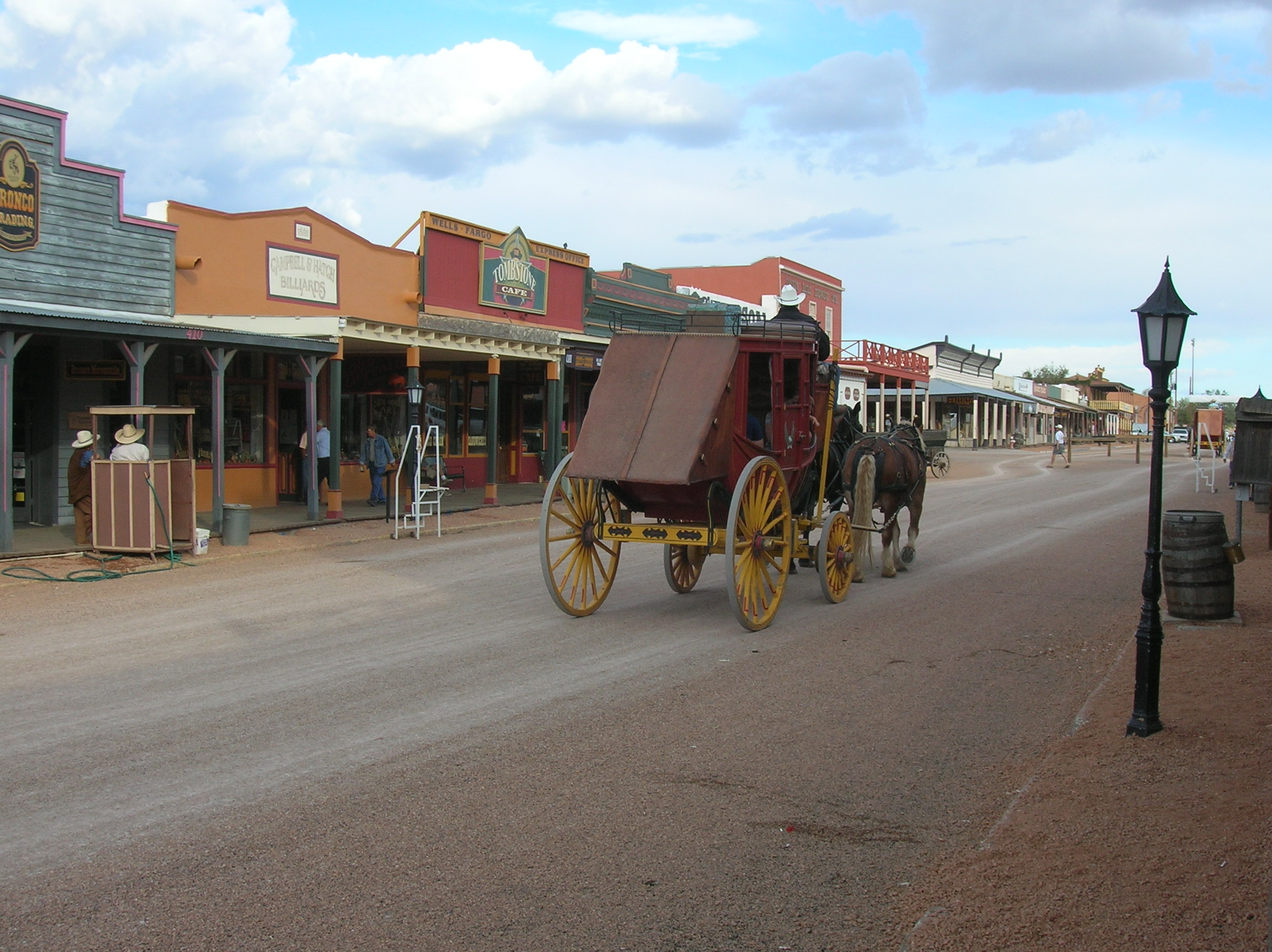
Allen Street.

Selon un témoignage après la fusillade, les cowboys hors-la-loi qui ont combattu les Earp et Doc Holliday sont allés de l'écurie « Dexter's Livery », où ils avaient laissé leurs chevaux, au magasin d'armes de Spangenberg sur la Quatrième Rue :181 :185. Wyatt Earp les a vus à l'intérieur et a dit plus tard qu'il pensait qu'ils chargeaient leurs armes. Les cowboys se sont ensuite dirigés vers l'O.K. Corral où des témoins les ont entendus menacer de tuer les Earp. Les citoyens ont signalé les menaces et les mouvements armés des cowboys au marshal Virgil Earp de Tombstone City.
Le 19 avril 1881, la ville a adopté l'ordonnance no 9 exigeant que toute personne portant un couteau Bowie, un dirk, un pistolet ou un fusil, dépose ses armes dans une livrée ou un salon peu après être entré en ville. L'ordonnance était la base légale de la décision du marshal Virgil Earp d’affronter les cowboys qui a abouti à la fusillade.

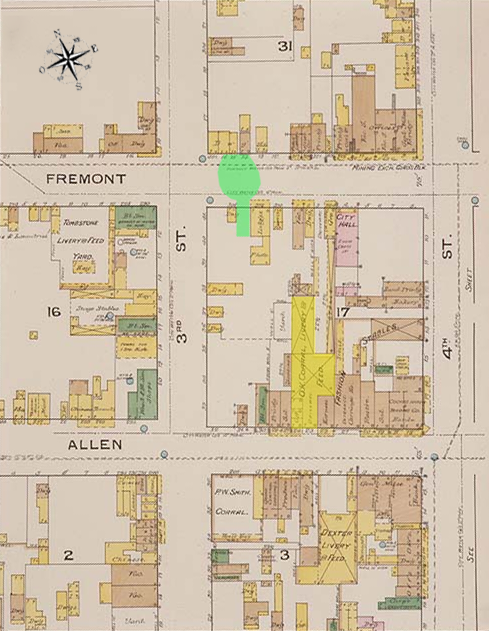
Carte où l'O.K. Corral est surligné en jaune et le lieu de la fusillade, en vert.

Les Earp et Doc Holliday ont marché vers l'ouest sur Fremont Street, à la recherche des cowboys. Après avoir passé l'entrée arrière de l'O.K. Corral, ils ont trouvé les cowboys rassemblés dans un étroit terrain (4,6 × 9,1 m) proche adjacent à la pension de douze chambres et au studio de photographie de C. S. Fly au 312, rue Fremont, :4. La fusillade a eu lieu dans le terrain étroit et sur Fremont Street.
L'O.K. Corral est situé au numéro 326 de l'Allen Street est dans le quartier historique de Tombstone.

## Importance historique
Bien que le corral historique n'ait pas été le site réel de la fusillade, l'association entre les deux a largement contribué à la création du quartier historique et à son inscription au registre national. Un autre O.K. Corral est connu pour avoir existé à Globe, dans le Territoire de l'Arizona. L'écurie O.K. Corral et Feed a été ouverte avant le 8 novembre 1879.

## Voir également
- Fusillade d'O.K. Corral